# Ruth Schnapp
Ruth Schnapp, nacida Ruth Gordon (Seattle, 19 de septiembre de 1926 - California, 1 de enero de 2014)  fue la primera ingeniera estructural de California, pionera en la seguridad de hospitales y escuelas, y una activista por la igualdad de los derechos entre mujeres y hombres.

## Trayectoria
Ruth Gordon nació en el seno de una familia de origen lituano. Durante sus estudios mostró buenos resultados académicos, con especial interés en las matemáticas, siendo la tarea que dejaba para el final de sus deberes porque era lo que más le gustaba hacer. Posteriormente eligió la carrera de ingeniería, en una época en la que los prejuicios hacia las mujeres las apartaban de muchas profesiones técnicas consideradas para hombres.
Por consejo de su padre, Schnapp aplicó a varias prestigiosas universidades y fue admitida en Stanford, junto a las trece mujeres estudiantes de ingeniería que ingresaron ese año y ella fue la única que se graduó en ingeniería civil.
Trabajó en Boeing durante los veranos en Seattle. Sin embargo, cuando terminó la guerra en Japón, Boeing anunció que todo el personal femenino sería degradado a puestos de mecanografía con un salario enormemente reducido. Esto estaba muy lejos del trabajo manual que realizaba Schnapp y de la experiencia que adquirió tanto en diseño como en prevención de desastres. En protesta, mecanografió todo lo que le dieron para trabajar, lo más lentamente posible. 
También sufrió discriminación en la universidad, por ejemplo con la vestimenta de ella y sus compañeros ingenieros. Schnapp y sus compañeras ingenieras usaron jeans para sus clase que incluían soldadura y porque no tenían tiempo para cambiarse después de llegar a la cafetería para la cena sin el tradicional/apropiado entonces "atuendo de damas". Como consecuencia de esto, la escuela promulgó una normativa que establecía que "no se volvería a ver a ninguna mujer en el campus sin la vestimenta apropiada". Esto le pareció a muy injusto y peligroso, por lo que luchó contra la regulación y finalmente Stanford aceptó hacer una excepción en este sentido.
Se graduó en Stanford en 1950 y el problema principal al que se enfrentó fue encontrar un trabajo que contratara a una ingeniera. Finalmente, fue contratada por la firma de Isadore Thompson. Schnapp fue puesta inmediatamente a supervisar el trabajo en un hospital en el sur de California que estaba empleando nuevas técnicas de fijación mediante soldadura en su construcción. Schnapp se puso manos a la obra y poco a poco fue ganándose el respeto de sus compañeros y fue avanzando de forma constante. De alguna manera, encontrando el tiempo entre la crianza de sus tres hijos y el trabajo en el campo, estudió para obtener la licencia de ingeniera estructural de California y aprobó el examen en su primer intento. Viajó por siete condados condados del sur de California revisando escuelas, hospitales y otros proyectos de construcción.
Trabajó en proyectos de gran escala, destacando entre otros la Biblioteca Pública de San Francisco, el Palacio de la Legión de Honor, la Prisión de San Quintín y el Museo de Arte Asiático de San Francisco. 
También luchó para lograr una mejor representación de las mujeres en la ingeniería, uniéndose a la Sociedad de Mujeres Ingenieras y dando cientos de charlas a escolares sobre lo que es el trabajo de ingeniería y cómo las niñas pueden unirse a la profesión. En 1980 se encadenó al edificio de la Bolsa de Valores del Pacífico, como parte de su participación en una manifestación en la que se protestaba contra la discriminación hacia las mujeres.
En 1984 tomó la decisión de emprender su propio negocio y fundó Pegasus Engineering, Inc., una compañía que realizó evaluaciones estructurales ante terremotos y desastres naturales durante los siguientes 17 años.
En 2001, Ruth Schnapp se jubiló a la edad de 74 años y continuó su trabajo viajando por Estados Unidos, dando conferencias en escuelas, universidades, organizaciones benéficas, hospitales, bibliotecas, etc hablando con niños y adultos sobre seguridad sísmica y alentando a las mujeres a unirse al campo de la ingeniería y de las ciencias en general.
Schnapp también participó activamente en la defensa de la igualdad de derechos, incluida la protesta en la Bolsa de Valores del Pacífico el 26 de agosto de 1980, durante la cual se encadenó al edificio contra la discriminación hacia las mujeres.

## Premios y logros
- 1953ː primera mujer miembro de la Asociación de Ingenieros Estructurales del Norte de California.[3]
- 1959ː primera mujer licenciada como ingeniera de estructuras en California
- 1982-1983ː primera mujer presidenta del Consejo de Ingeniería del Área de la Bahía
- 1995ː Primera mujer en recibir el Premio al Ingeniero Eminente de Tau Beta Pi